# Les Escabroses
Les Escabroses és el nom d'un paratge del terme municipal de Conca de Dalt, al Pallars Jussà, a l'antic terme d'Hortoneda de la Conca, en territori del poble del Mas de Vilanova.
Està situat a l'esquerra del riu de Carreu i a la dreta de la llau de les Collades, al vessant nord-est de Sant Corneli, a ponent de la Costa Gran i de la Serra de Montagut.